# Катарага, Даниэль
Даниэль Катарага (рум. Daniel Cataraga; род. 11 июня 1995) — молдавский спортсмен, борец классического стиля. Серебряный призер чемпионатов мира в 2016 году. Чемпион мира U-23 в 2017 году. Чемпион Европы U-23 в 2015 году.

## Спортивная карьера
В августе 2019 года стало известно, что Даниэль получит бронзовую медаль чемпионата Европы 2018 года в Каспийске, вместо грузина Юрия Ломадзе, которому он уступил в схватке за 3 место